# Refus Global
Il Refus Global (rifiuto globale) è un manifesto politico ed artistico pubblicato in lingua francese in Québec il 9 agosto 1948.
Il manifesto, ispirato dagli automatisti Paul-Émile Borduas, Claude Gauvreau e Jean-Paul Riopelle, rimette in questione i valori tradizionali e rigetta l'immobilismo della società quebechese dell'epoca.
Questo documento, pubblicato in 400 esemplari, è composto di nove testi e di diverse illustrazioni da Paul-Émile Borduas.
La sua pubblicazione ha turbato la classe dirigente, e particolarmente le autorità religiose del Québec.
Dal testo si evince una disincantata rappresentazione della società:
(Le Refus Global)
La reazione della classe dirigente fu tremenda. Paul-Émile Borduas, per esempio, fu costretto all'esilio, dapprima a New York e in seguito a Parigi fino alla morte, sopraggiunta nel 1960.
Questo periodo della storia del Québec, denominata da alcuni storici contemporanei come Grande Noirceur (la Grande Oscurità), finirà nel 1960 con la salita al potere di Jean Lesage e l'inizio della Révolution tranquille (la Rivoluzione tranquilla).

## Firmatari
- Paul-Émile Borduas, pittore
- Madeleine Arbour, designer
- Marcel Barbeau, pittore
- Muriel Guilbault, attrice
- Pierre Gauvreau, pittore e autore di teleromanzi
- Claude Gauvreau, poeta
- Louise Renaud, illuminazionista
- Fernand Leduc, pittore
- Thérèse Renaud-Leduc, poeta
- Jean-Paul Riopelle, pittore
- Françoise Riopelle, ballerina e coreografa
- Jean-Paul Mousseau, pittore
- Marcelle Ferron, pittore
- Françoise Sullivan, ballerina, coreografa, pittrice e scultrice
- Bruno Cormier, psichiatra
- Maurice Perron, fotografo